# Jihokorejská fotbalová reprezentace do 20 let
Jihokorejská fotbalová reprezentace do 20 let reprezentuje Jižní Koreu na mezinárodních turnajích, jako je Mistrovství světa ve fotbale hráčů do 20 let.

## Mistrovství světa
| Rok    | Účast                                            | Soupisky |
| ------ | ------------------------------------------------ | -------- |
| 1977   | nekvalifikovali se                               |          |
| 1979   | nepostoupili ze skupiny                          |          |
| 1981   | nepostoupili ze skupiny                          |          |
| 1983   | Prohra v zápase o 3. místo s Polskem             |          |
| 1985   | nekvalifikovali se                               |          |
| 1987   | nekvalifikovali se                               |          |
| 1989   | nekvalifikovali se                               |          |
| 1991   | Vyřazení v čtvrtfinále Brazílií                  |          |
| 1993   | nepostoupili ze skupiny                          |          |
| 1995   | nekvalifikovali se                               |          |
| 1997   | nepostoupili ze skupiny                          |          |
| 1999   | nepostoupili ze skupiny                          |          |
| 2001   | nekvalifikovali se                               |          |
| 2003   | Vyřazení v osmifinále Japonskem                  |          |
| 2005   | nepostoupili ze skupiny                          |          |
| 2007   | nepostoupili ze skupiny                          |          |
| 2009   | Vyřazení ve čtvrtfinále Ghanou                   |          |
| 2011   | Vyřazení v osmifinále Španělskem                 |          |
| 2013   | Vyřazení ve čtvrtfinále Irákem                   |          |
| 2015   | nekvalifikovali se                               |          |
| 2017   |                                                  |          |
| 2019   | druhé místo                                      |          |
| 2021   |                                                  |          |
| Celkem | účast – 11× zlato – 0×, stříbro – 1×, bronz – 0× |          |